# Mangpor Chonthicha
MangporChonthicha (tiếng Thái: แมงปอ ชลธิชา, phát âm tiếng Thái: [Mang-pỏ Chon-thỉ-cha] sinh ngày 12 tháng 5 năm 1986) là một nữ ca sĩ luk thung kiêm diễn viên nổi tiếng người Thái Lan.

## Tiểu sử
Mangpor Chonthicha có tên khai sinh là Pimpatcha Thongdaeng (tiếng Thái: พิมพ์ พัช ชา ทองแดง phát âm tiếng Thái: [Phim-pạt-cha Thoong-đèng]). Vì gia đình cô ấy rất nghèo, họ phải chuyển nơi sinh sống của cô ấy đến những nơi khác như Chonburi, Nonthaburi và Phra Nakhon Si Ayutthaya. Từ khi còn nhỏ, cô đã phải phụ giúp gia đình.

## Đời tư
Mang Por Chonthicha đã bí mật kết hôn với Anutat Srisawad (Ice) tại Nopphon Silver Gold Studio vào ngày 10 tháng 8 năm 2008, sau đó cô li dị anh vào năm 2010. Nhưng vào đầu năm 2017, thông qua một trang Facebook cá nhân đã thông báo rằng cô có thai với người bạn trai đã quen nhau được 2 năm, Piyapong Champafueng (Big) mà không nghĩ đến việc tổ chức đám cưới vì muốn tiết kiệm tiền cho con cái.

## Danh sách đĩa nhạc
- Sao Sip Hok (สาว 16)
- Noo Kluay Tukkae (หนูกลัวตุ๊กแก)
- Tam Ha Som Chai (ตามหาสมชาย)
- Nang Sao Nan Si (นางสาวแนนซี่)
- Mae Kruay Hua Khai (แม่ครัวหัวไข่)
- Mang Poe Loe Rak (แมงปอล้อรัก)
- Tha Rak (ท้ารัก)
- Jhonny Thee Rak (จอห์นนี่ที่รัก)
- Rued Kha (เริ่ดค่ะ)

## Phim truyền hình
- 1999 – Nang Eak Lang Ban (นางเอกหลังบ้าน)
- 2000
  - Kam Ma Thep Luang (กามเทพลวง)
  - Nang Sib Song (นางสิบสอง)
- 2001
  - Kaew Na Ma (แก้วหน้าม้า)
  - Nay Hoi Tha Min (นายฮ้อยทมิฬ)
  - Ton Rak (ต้นรัก)
- 2010 – Mae Sri Prai (แม่ศรีไพร)